# نه عقب‌نشینی، نه تسلیم ۲
نه عقب‌نشینی، نه تسلیم ۲ (انگلیسی: No Retreat, No Surrender 2) یک فیلم اکشن و رزمی هنگ کنگی-آمریکایی محصول سال ۱۹۸۷ به کارگردانی کری یوئن با بازی لورن اودان، ماتیاس هیوز، مکس ثیر و سینتیا روتراک است. علیرغم عنوانش، هیچ ارتباطی روایی یا شخصیتی با نه عقب‌نشینی، نه تسلیم (۱۹۸۶) ندارد، زیرا داستانی مستقل را ترسیم می‌کند. این فیلم ابتدا با عنوان رعد خشمگین در فیلیپین منتشر شد.

## داستان
اسکات وایلد، کیک بوکسور آمریکایی، باید به کامبوج برود تا دوست دختر ویتنامی خود را از دست نیروهای روسی و ویتنامی نجات دهد.

## تولید
این فیلم در ابتدا قرار بود دنباله مستقیمی برای نه عقب نشینی، نه تسلیم باشد، اما نگرانی‌های ایمنی در مورد فیلمبرداری در جنگل‌های کامبوج، ژان کلود ون دام را متقاعد کرد که از پروژه عقب نشینی کند، و او کرت مک کینی را متقاعد کرد که همین کار را انجام دهد. مک‌کینی افزود که تضاد برنامه‌ریزی فیلم با سینتیا روتراک و مشکلات آب و هوایی در کامبوج نیز تولید را دائماً به تأخیر می‌انداخت.